# 索勞克斯赫本

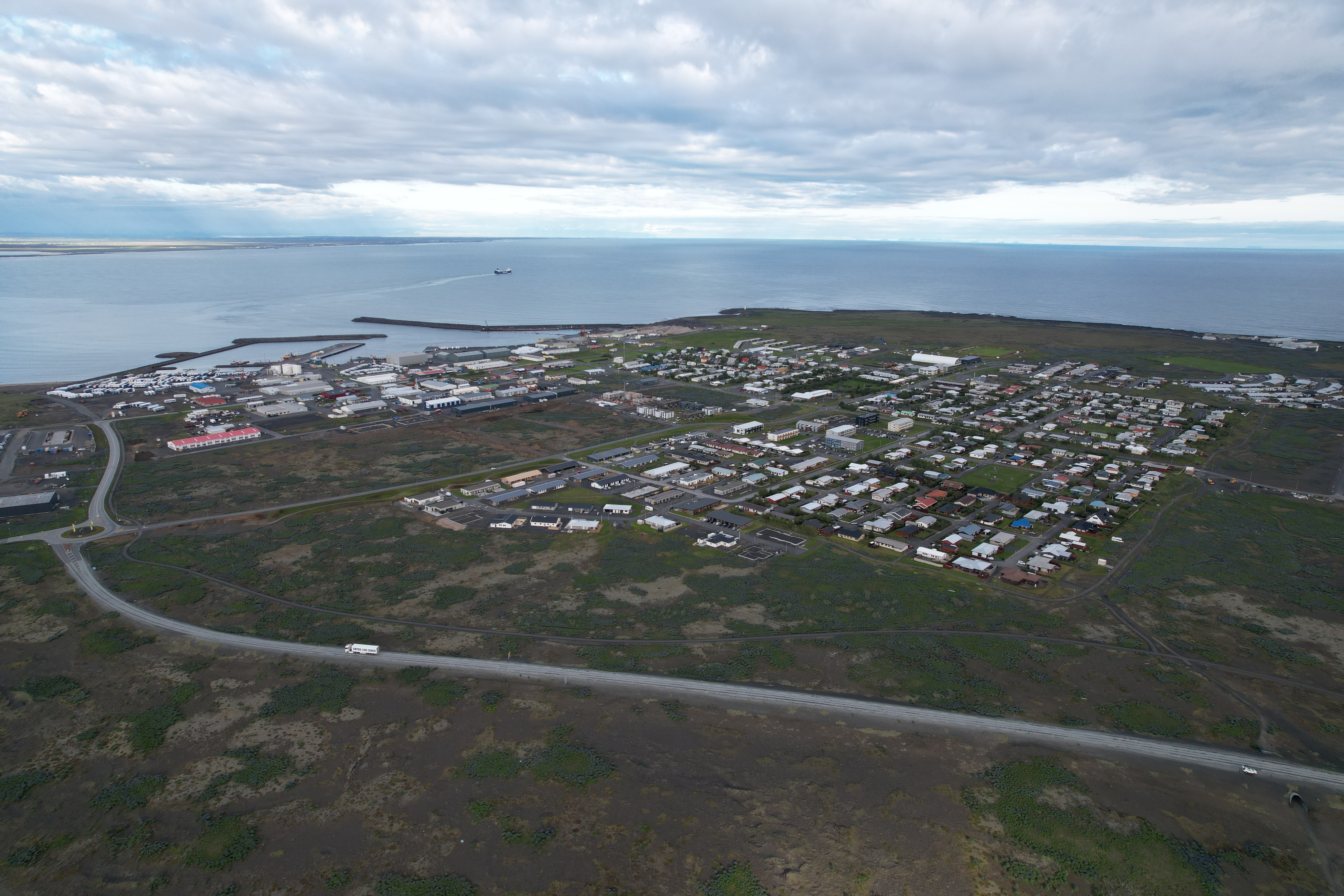

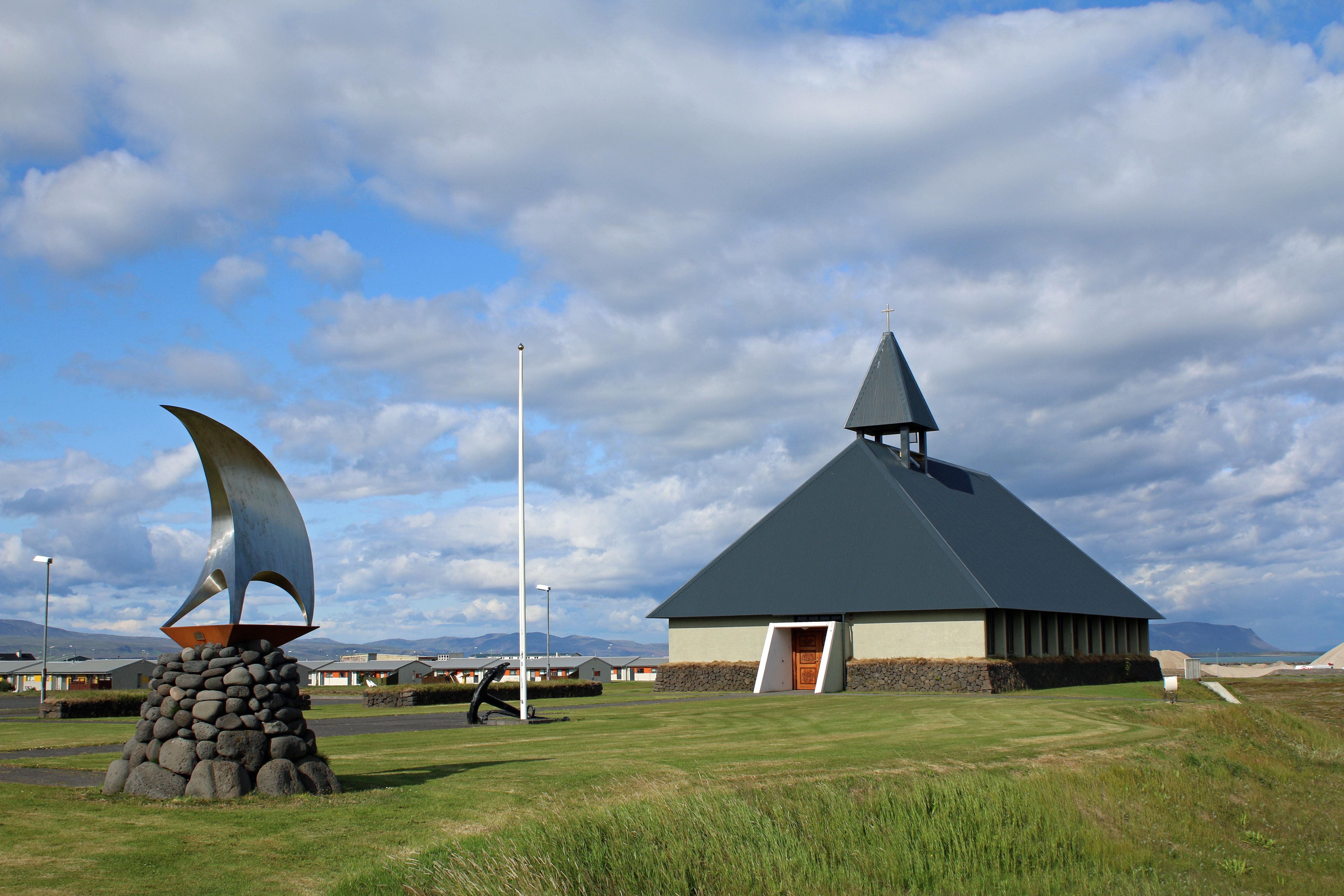
索勞克斯教堂

索勞克斯赫本是冰島南部區奥佛斯市镇内的城鎮，位於該國西南部，距離首都雷克雅未克52公里，主要經濟活動有造船業、漁業和加工業，2023年人口1,949。